# Червоное (Яготинский район)
Червоное (укр. Червоне) — село, входит в Яготинский район Киевской области Украины.
Население по переписи 2001 года составляло 521 человек. Почтовый индекс — 07721. Телефонный код — 4575. Занимает площадь 2 км². Код КОАТУУ — 3225588801.

## Местный совет
07721, Київська обл., Яготинський р-н, с. Червоне, вул. Шевченка, 1, тел. 36-7-42 (укр.)